# Свети Иринеј Бачки
Свети Иринеј Бачки (световно Иван Ћирић; Сремски Карловци, 1. мај 1884 — Нови Сад, 5. април 1955) новоканонизовани је српски светитељ. Био је епископ бачки (1922—1955). Претходно је био епископ тимочки (1919—1921).

## Световни живот
Иринеј Ћирић рођен је у Сремским Карловцима 1. маја 1884. од оца Исидора, српског народног црквеног тајника, и мајке Евелине рођ. Кречаревић. Основну школу је завршио у родном месту, гимназију са испитом зрелости у Новом Саду, Духовну академију у Москви, Филозофски факултет у Бечу, где је одбранио и докторат филозофије из групе семитских језика. Његов млађи брат је Стеван Ћирић.

## Монашки живот
Пред Божић 1908. замонашен је по чину мале схиме у манастиру Хопову од архимандрита др Августина (Бошњаковића). На Божић исте године рукоположен је од патријарха српског Лукијана за ђакона. За протођакона произведен је 1910, а за архиђакона 1912. Априла 1909. јерођакон Иринеј постављен је за библиотекара Патријаршијске библиотеке у Сремским Карловцима, а у септембру исте године за доцента за Стари завет са археологијом и јеврејским језиком, пошто је претходно успешно одржао пробно предавање на тему дату од савета Богословије „Данашњи научни резултати о постанку Петокњижја“. Касније је, на основу објављених научних радова, изабран за ванредног и редовног професора. Извесно време је предавао и литургику. Школске 1911/12. предавао је и веронауку у Карловачкој гимназији. Када је Свети архијерејски синод Српске православне цркве образовао комисију за превод Светог писма на српски језик, постао је њен члан. Као професор преводио је старозаветне текстове са јеврејског језика и пропратио их својим напоменама.

## Епископско звање
За епископа тимочког изабрао га је Свети архијерејски сабор бивше Краљевине Србије 5. јуна 1919. У чин презвитера рукоположио га је и произвео у чин архимандрита епископ темишварски др Георгије (Летић), администратор Карловачке митрополије. Хиротонисан је у београдској Саборној цркви 15. јуна исте године од архиепископа београдског и митрополита Србије Димитрија, епископа велешко–дебарског Варнаве, нишког Доситеја, жичког Николаја и викарног Илариона. На овој епархији је епископ Иринеј остао до краја 1921. године, а тада је, по својој жељи, прешао у Бачку епархију.
Као делегат Српске православне цркве, провео је 1927. годину у прикарпатској Русији где му је била поверена мисија уређења православне цркве. Администрирао је епархијама Вршачком, Банатском (у два маха) и Темишварском. Представљао је Српску цркву у Покрету за уједињење цркава („Вера и поредак“), у Свеопштем савезу за практично хришћанство, Светском савезу за међународно пријатељство помоћу цркава (данашњи Екуменски савет цркава), који га је два пута бирао за председника управног одбора, а 1939. изабрао га је за председника читаве организације. Године 1930, био је представник српске цркве у Лондону у комисији Ламбетске конференције за уједињење Англиканске и Православне цркве, а исто тако и у заједничкој англиканско-православној научној комисији 1931. године. Када се 1928. године основао покрет „Мир путем религија“ изабран је у одбор. Био је члан почасног одбора првог међународног религијско-психолошког конгреса у Бечу 1930. године. Организовао је 1936. у Новом Саду предспремну конференцију православних цркава за израду предмета намењених конференцији стокхолмског васељенског покрета за практично хришћанство, која се састала 1937. у Оксфорду.
Други светски рат донео је бачком владичанству тешка времена. Заслугом епископа Иринеја из мађарског логора Шарвара размештено је по Бачкој епархији око 2.800 деце и 180 мајки са одојчадима, а у Новом Саду је основана Епархијска дечја болница за лечење деце која су у овом логору оболела од туберкулозе. Касније је порадио на спасавању одраслих из логора и на њиховом респоређивању по домовима његових епархиота. Епископ Ћирић је за време мађарске окупације позивао локално српско становништво да се уздрже од сарадње са партизанима, a позивао је на сарадњу са мађарским властима. Ћирић је половином јануара 1942. посетио Будимпешту и том приликом се састао са регентом Миклошом Хортијем. Тема састанка је вероватно била Ћирићева кандидатура за посланика у Мађарском сабору. Ћирић је код Хортија протестовао што је под удар масакра у јужној Бачкој дошло и српско православно свештенство, које је било по његовом мишљењу безрезервно антикомунистички расположено. Прихватио је да буде посланик у Мађарском сабору фебруара 1943.
Одмах после завршетка Другог светског рата стављен је у кућни притвор, у коме је држан седамнаест месеци, а после пуштања на слободу претучен је. После дуже болести преминуо је у Новом Саду 5. априла 1955. године и сахрањен у крипти Саборне новосадске цркве.

## Заслуге
Ретко је који професор старе Карловачке богословије долазио за њеног учитеља са толико нада и очекивања као што је био случај са његовим доласком. Он је у Српској православној цркви први почео научно обрађивати проблеме из Старога завета, а ти радови заузимају и данас видно место у богословској науци цркве.
Епископ Иринеј се врло рано почео бавити песништвом, иконографијом и белетристиком. Дуго година бавио се изучавањем црквеног појања не само нашег, него и византијског, руског и румунског. Спремио је уџебник црквеног појања за Богословски факултет који није угледао света. Целог живота бавио се и преводилачким радом, а преводио је са јеврејског, латинског, грчког, француског, руског, немачког и мађарског језика. Врло рано је увидео потребу превођења богослужбених текстова са грчког на српски језик и превео је, између осталог, Службу месопусне недеље, Вечерње молитве, службу Недеље свете Педесетнице и Осмогласник (васкрсне недељне службе).
За светог га је прогласио Свети архијерејски сабор Српске православне цркве 2022. године. Чин канонизације је био 2. октобра 2022. у Новом Саду.. 24. августа 2023. године одлуком Светог Синода Руске православне цркве укључен је у месецослов Руске православне цркве.